# Vårdinge socken
Vårdinge socken i Södermanland ingick i Öknebo härad, ingår sedan 1971 i Södertälje kommun och utgör från 1989 området för Vårdinge-Mölnbo kommundel och motsvarar från 2016 Vårdinge distrikt.
Socknens areal är 106,58 kvadratkilometer, varav 91,86 land.  År 2000 fanns här 1 676 invånare. Hjortsberga säteri, Edesta säteri, godset Visbohammar, en del av Gnesta, tätorten Mölnbo samt sockenkyrkan Vårdinge kyrka ligger i socknen. 

## Administrativ historik
Vårdinge socken har medeltida ursprung. 
Vid kommunreformen 1862 övergick socknens ansvar för de kyrkliga frågorna till Vårdinge församling och för de borgerliga frågorna till Vårdinge landskommun. Landskommunen inkorporerades 1952 i Järna landskommun som 1971 uppgick i Södertälje kommun.
1 januari 2016 inrättades distriktet Vårdinge, med samma omfattning som församlingen hade 1999/2000. 
Socknen har tillhört län, fögderier, tingslag och domsagor enligt vad som beskrivs i artikeln Öknebo härad. De indelta soldaterna tillhörde Livregementets grenadjärkår, Södermanlands kompani. De indelta båtsmännen tillhörde Första Södermanlands båtsmanskompani.

## Geografi

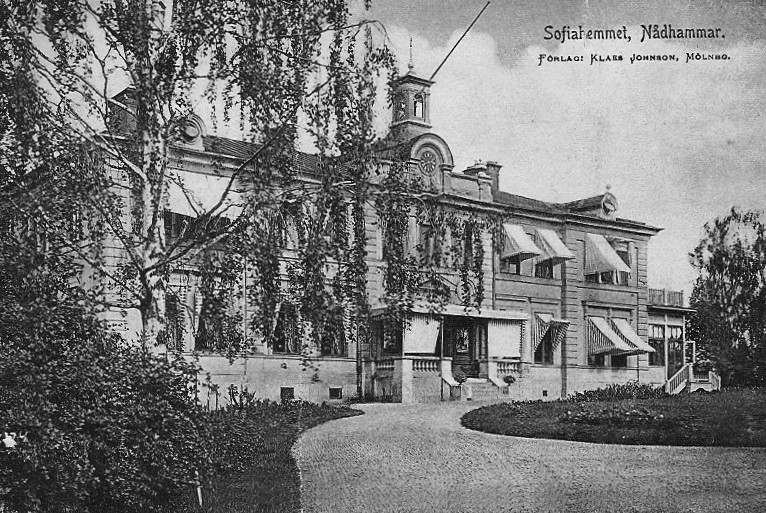
Godset Nådhammar i södra delen av socknen.

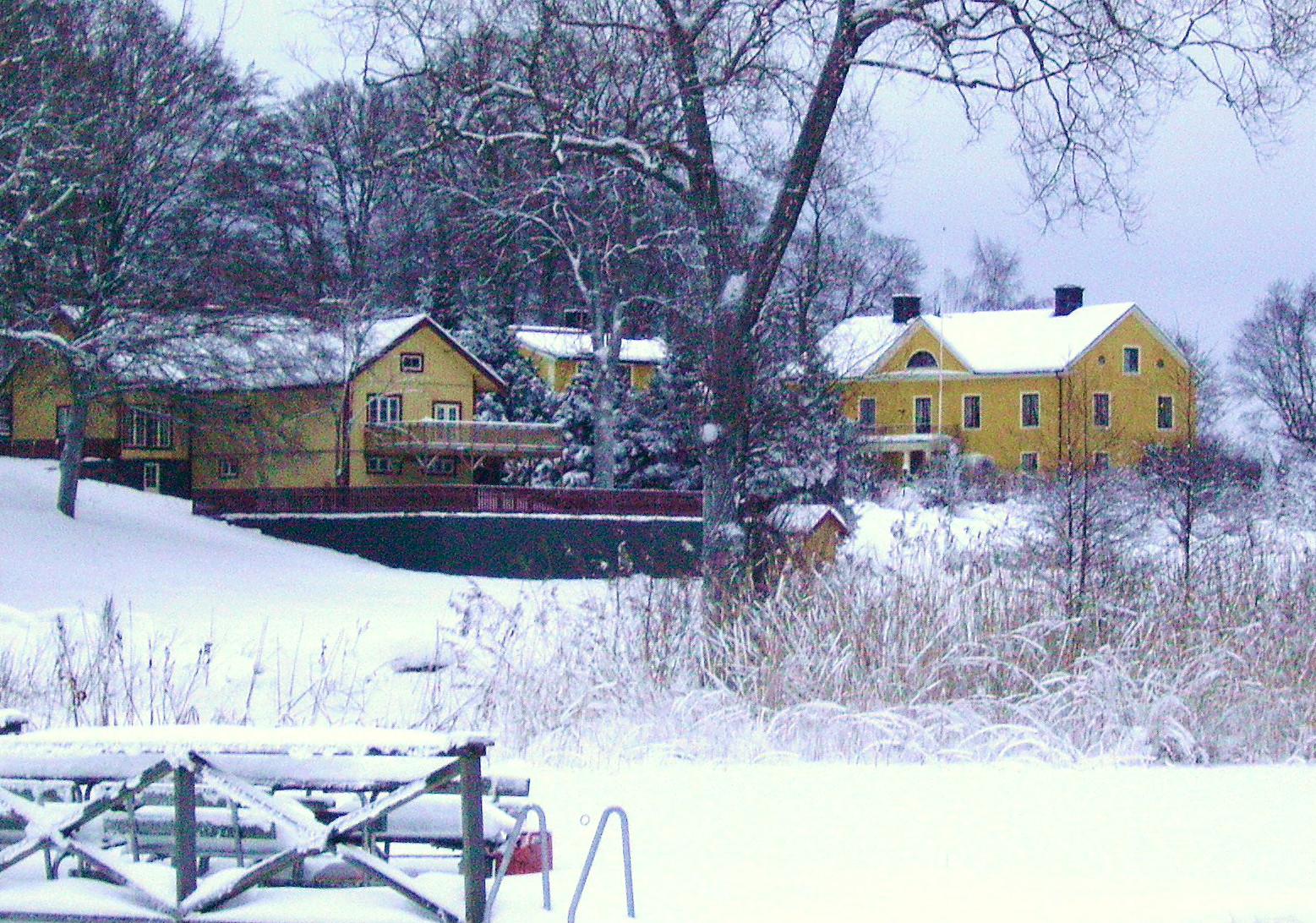
Visbohammar.

Vårdinge socken ligger sydväst om Södertälje  med Yngaren i norr, Frösjön och Sillen i väster och Långsjön i sydost.  Socknen har i väster öppna slättbygder och i öster och norr kuperad skogsbygd.

## Fornlämningar
Från bronsåldern finns flera gravrösen, skärvstenshögar och skålgropar. Från järnåldern finns 49 gravfält och nio fornborgar.

## Namnet
Namnet (1285 Warthunge) är ett bygdenamn med efterleden inbyggarbeteckningen inge/unge. Förleden kan komma från vardher, 'vakt(hållning)' eller från vardhe, 'vårdkase'.